# Linodochium album
Linodochium album är en svampart som beskrevs av R.F. Castañeda & W.B. Kendr. 1990. Linodochium album ingår i släktet Linodochium, divisionen sporsäcksvampar och riket svampar.   Inga underarter finns listade i Catalogue of Life.